# Kirche der Heiligen Apostel (Dortmund)

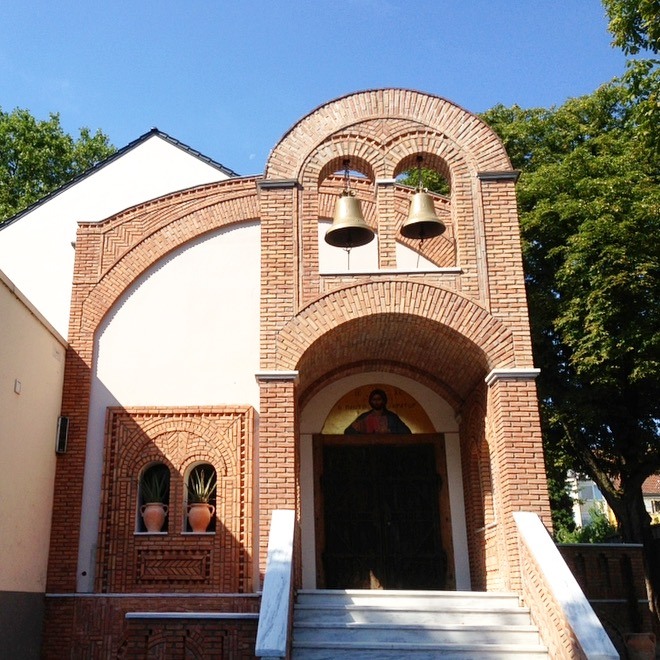
Kirche der Heiligen Apostel Haupteingang Luisenstraße

Die Kirche der Heiligen Apostel zu Dortmund (griechisch Ι.Ν. Αγίων Αποστόλων Ντόρτμουντ I.N. Agíon Apostólon Dortmund) ist eine Gemeinde der Griechisch-orthodoxen Metropolie von Deutschland. Sie betreut die Mitglieder vornehmlich des östlichen Ruhrgebiets.

## Geschichte
Wenngleich griechisch-orthodoxe Gottesdienste in Deutschland schon seit dem Jahr 1700 belegt sind, steht die Präsenz von Griechen im Ruhrgebiet mit dem Anwerbeabkommen zwischen der Bundesrepublik Deutschland und Griechenland vom 30. März 1960 in Kontext.
Die Präsenz von Griechen in Dortmund führte 1960 zur Eröffnung eines griechischen Konsulats (welches um 2000 im Zuge einer Einsparmaßnahme geschlossen wurde). 1961 wurde unter dem Archimandriten Ánthimos Drakonákis der Beschluss gefasst, eine griechisch-orthodoxe Gemeinde in Dortmund zu gründen. Es handelt sich somit vermutlich um die erste Gründung einer griechisch-orthodoxen Gemeinde, die im Zusammenhang mit dem Anwerben von Gastarbeitern steht. Bis dahin hatte es nur dort Gemeinden gegeben, wo Griechen seit über 200 Jahre als Kaufleute sesshaft waren.
Eine an der Kirche der Heiligen Apostel am 7. Juli 1963 geschlossene Ehe wurde 1970 Gegenstand einer juristischen Auseinandersetzung. Der Richter vertrat die Meinung, dass eine Ehe nach deutschem Recht nur dann zustande gekommen war, wenn der Geistliche zu Eheschließungen vom griechischen Staat dazu ermächtigt worden sei. Tatsächlich fand die formelle Ernennung erst kurze Zeit später statt, und die Scheidungsklage wurde abgewiesen, da die Ehe als nicht abgeschlossen betrachtet wurde.
Der damalige griechisch-orthodoxe Metropolit von Deutschland Polyeuktos (Finfinis) (griechisch Πολύευκτος Φινφίνης) wies den neu gegründeten griechisch-orthodoxen Gemeinden in Deutschland ihren jeweiligen Amtsbezirk zu. Dem frisch geweihten Presbyter Tilémachos (Margarítis) übergab er Ende des Jahres 1965 die Kirchengemeinde Dortmund und damit die seelsorgerliche Verantwortung für die orthodoxen Christen des östlichen Ruhrgebiets. Tilemachos hatte dieses Amt bis zum Oktober 2006 inne. Ihm folgte der Archimandrit Dr. Filótheos.

## Organisation und Statistik
Seit dem 5. Februar 1963 untersteht die Gemeinde der Griechisch-Orthodoxen Metropolie von Deutschland (griechisch Ιερά Μητρόπολις Γερμανίας Ierá Mitrópolis Germanías) und dem Exarchat von Zentraleuropa (griechisch Εξαρχία Κεντρώας Ευρώπης Exarchía Kentróas Evrópis). Die Griechisch-Orthodoxe Metropolie von Deutschland, momentan unter der Leitung des Metropoliten Avgoustínos (griechisch Αυγουστίνος), untersteht wiederum dem Ökumenischen Patriarchat von Konstantinopel (griechisch Οικουμενικό Πατριαρχείο Κωνσταντινουπόλεως Ikoumenikó Patriarchío Konstantinoupóleos).
Neben der Stadt Dortmund, die die stärkste griechisch-orthodoxe Gruppe aufweist, betreut die Kirchengemeinde „Heilige Apostel“ die Städte Bochum, Witten, Holzwickede und Menden (Sauerland). Die Mendener Kirchenmitglieder wurden erst im Jahr 2009 dem Dortmunder Gemeindebezirk zugeordnet. Die in Castrop-Rauxel wohnhaften Mitglieder werden seit dieser Zeit von der griechisch-orthodoxen Gemeinde in Herten betreut.
Das statistische Jahrbuch lässt bezüglich der griechisch-orthodoxen Christen schlussfolgern:
- Dortmund: 3.255 Griechen[4]
- Bochum: 1.129 Griechen[5]
- Witten: 642 Griechen[6]
- Menden (Sauerland): ü. 1000 Mitglieder[7]
- Holzwickede: keine Angabe

Addiert man die Angaben der statistischen Jahrbücher und die Angabe des Artikels von derwesten.de, des Internetportals der Westdeutschen Allgemeinen Zeitung, erhält man eine Gemeindemitgliederzahl von ca. 6.026 Personen. Allerdings müssen dabei folgenden Punkte beachtet werden:
1. Fehlende Angabe der Stadt Holzwickede.
2. Zypern-Griechen, Nordepirus-Griechen und Griechen, die Minderheiten in anderen Ländern des Balkans, in der Türkei und Italien darstellen, können aufgrund der Staatsangehörigkeit ebenfalls nicht durch die statistischen Ämter erfasst werden.
3. Griechen, welche nur eine deutsche oder die doppelte Staatsangehörigkeit besitzen, werden von der BRD formal nur als Deutsche gelistet.
4. Zur Gemeinde gehören teilweise Mitglieder anderer Balkanstaaten und Russland.

Die Mitgliederzahl wird geschätzt auf ca. 12.000–15.000 Personen. In den vergangenen Jahrzehnten betrug die Gemeindemitgliederzahl über 20.000 Personen.

## Priesterliste
- Ánthimos Drakonákis (Archimandrit) (griechisch Άνθιμος Δρακωνάκης), Amtszeit 1961–1964
- Tilémachos Margarítis (griechisch Τηλέμαχος Μαργαρίτης), Amtszeit Ende 1964–2006
- Filótheos Maroúdas (Archimandrit, Dr.) (griechisch Φιλόθεος Μαρούδας), Amtszeit seit Oktober 2006[2]

## Kirchengebäude

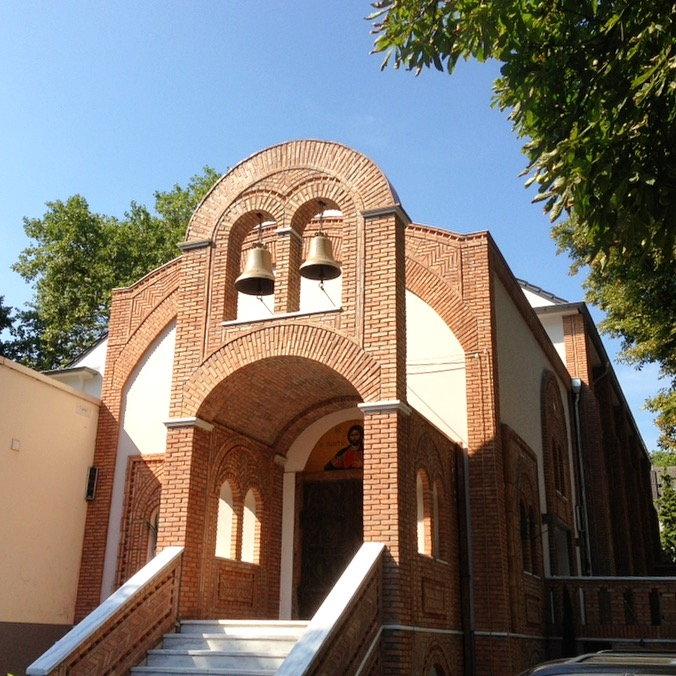
Griechisch-orthodoxe Kirche der Heiligen Apostel

Die Kirchengemeinde „Heilige Apostel“ ist nicht in Besitz ihrer Räumlichkeiten. Seit 1968 nutzt sie in Dortmund das im Eigentum der evangelischen Kirche befindliche Zentrum an der Luisenstraße 17. Die dortigen Räume wurden im Innern im Laufe der Jahre mit byzantinischen Ikonografien bemalt. Die Bestuhlung weist ebenfalls byzantinische Symbolik Gestaltung auf. Dazu gehört der doppelköpfige Adler, Symbol der Palaiologen und auch das Christogramm.
Im Januar 2009 wurde vor dem Eingang des Allerheiligsten (griechisch Ιερό Βήμα Ieró Víma) ein Mosaik platziert, die Kopie eines Mosaiks aus dem Palast von Konstantinopel, die den Kampf eines Adlers mit einer Schlange darstellt. Dem Äußeren des Gotteshauses, welches bis dahin weitgehend einfach gehalten war, wurde im Frühjahr 2013 ein historisierender orthodoxer Charakter verliehen.
Die Arbeiten begannen am 23. Dezember 2011 und wurden feierlich am 9. Mai 2013, mit der sogenannten Feier der (griechisch Τα Θυρανοίξια Ta Thiraníxia) („Die Toröffnung“) abgeschlossen.
In der umgestalteten Kirche wurden ein Kreuz sowie die Kirchenglocken angebracht. Der Haupteingang wurde vom Norden des Kirchengebäudes zur Ostseite der Kirche verlegt und über dem Eingangsbereich eine Christusikone angebracht. Die Fenster wurden durch Halbrundbogen geschmückt.
In Menden steht der Griechisch-Orthodoxe Kirchengemeinde „Heiliger Georgios“ (griechisch Ι.Ν. Αγίου Γεωργίου Μέντεν I.N. Agíou Georgíou Menden) die römisch-katholische Heilig-Kreuz-Kirche (An der Heilig-Kreuz-Kirche 9) zur Verfügung.